# ČT2
A ČT2 (vagy Česká televize 2; Dvojka; magyarul: CsT2 vagy Cseh Televízió 2; Kettes) második cseh televíziós csatorna, amelyet a Česká Televize (ČT) birtokol és üzemeltet. A csatorna 1993. január 1-jén kezdett el műsort közvetíteni. Tematikailag hasonlít a 2012 előtti magyar M2-höz.
A csatorna elérhető a földi DVB-T szabványban SD-ben, DVB-T2 szabványban HD-ben és SD-ben, valamint műholdas sugárzásban SD felbontásban.

## Műsorok
A csatornán láthatóak az Eurovíziós Dalfesztivál elődöntői 2016 óta, valamint 2022 óta a döntő is itt kerül műsorra.

### Labdarúgás
- UEFA Európa Liga
- UEFA Konferencia Liga

### Dokumentum
- Légikatasztrófák

## Korábbi logók

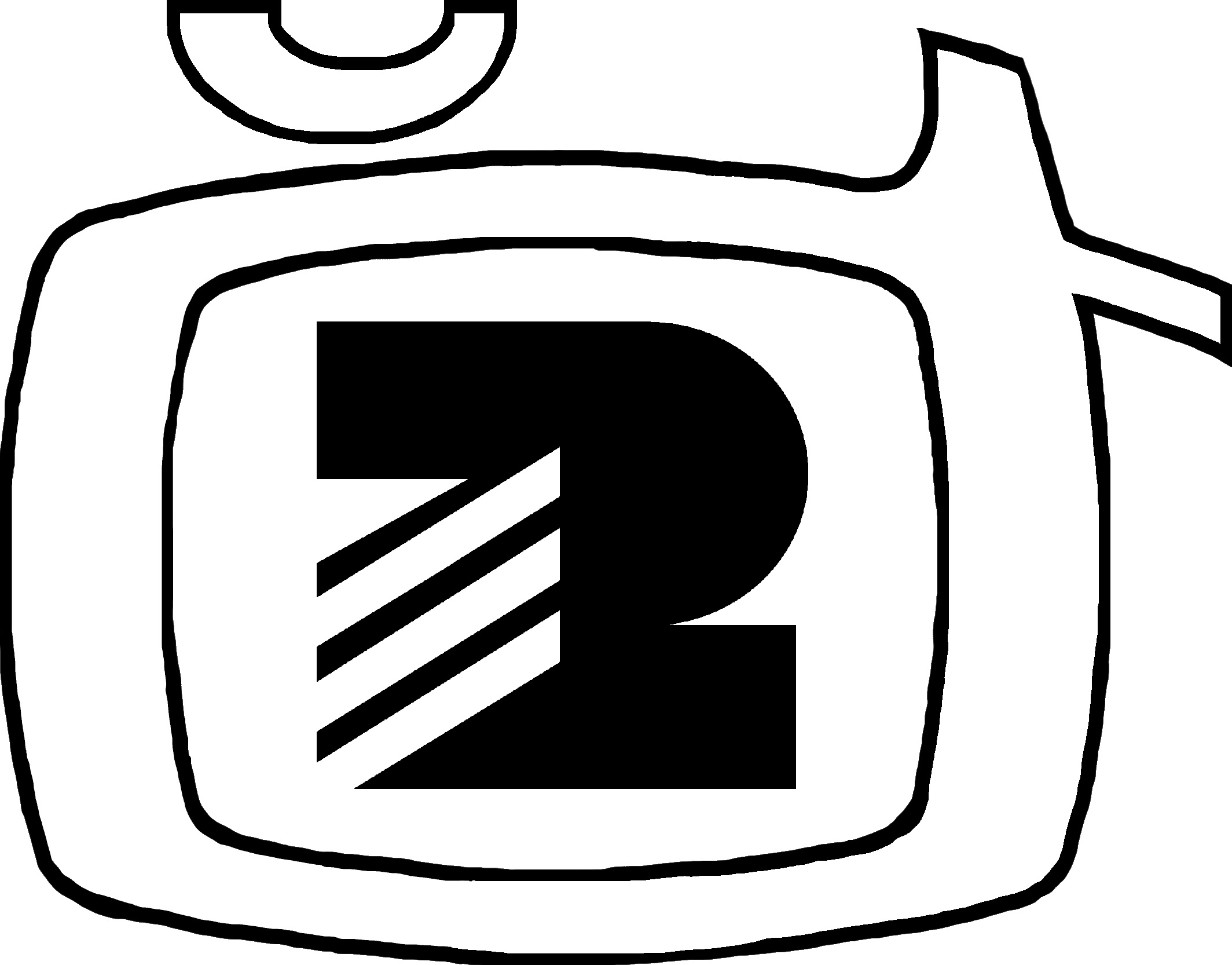
Első logó (1993.01.01. – 1994.09.02.)
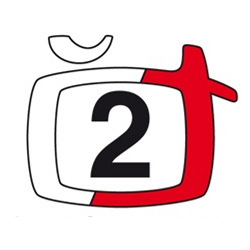
Második logó (1994.09.03. – 2007.08.31.)
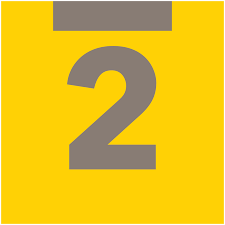
Harmadik logó (2007.09.01. – 2012.10.01.)
Negyedik logó (2012.10.01. – )
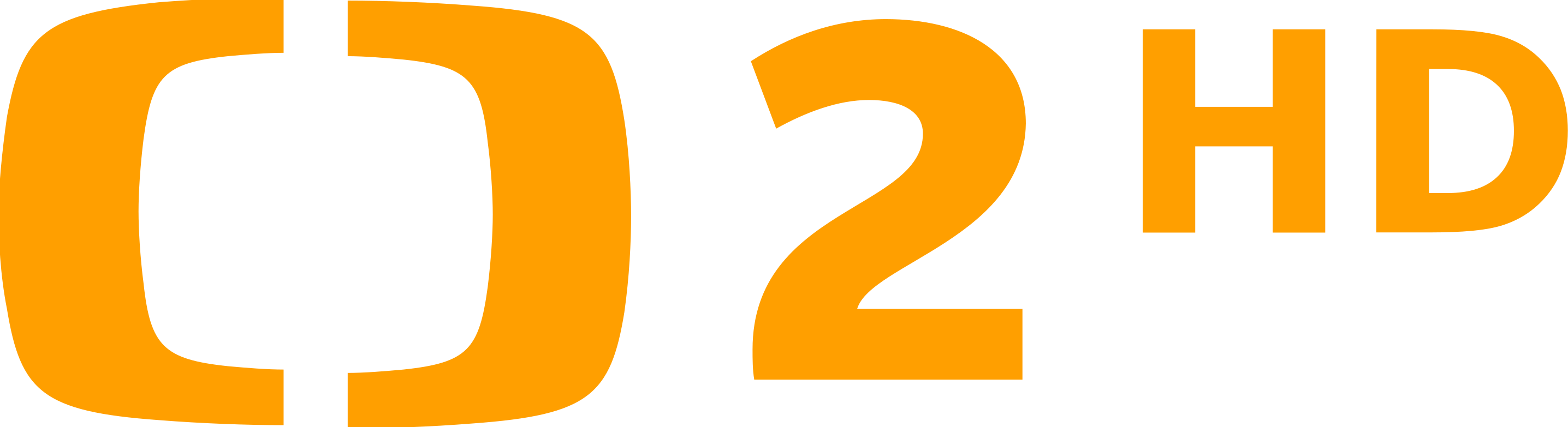
ČT2 HD logó (2012.10.01. – )